# Sara udon
El sara udon (皿うどん,?  literalmente ‘fideos de plato’) es una receta originaria de la prefectura de Nagasaki, en Japón.
Consiste en una base de fideos cubiertos de repollo frito, brotes de judía y otras verduras, así como calamar, gamba, cerdo, kamaboko, etcétera. Hay dos variantes principales de fideos: unos crujientes más finos fritos en aceite (llamados pari pari, bari bari o bari men) y otros chinos más gruesos (llamados chanpon). El estilo y grosor de los fideos varían de un restaurante a otros. Muchos locales fuera de Nagasaki sirven solo fideos finos, lo que ha llevado a la confusión de que el plato solo se sirven con ellos.
Si mucha gente come junta, es costumbre que todos tomen su porción de un único plato central grande. Hay servicios de comida a domicilio (demae) especializados en sara udon para fiestas u oficinistas que trabajan hasta tarde. A veces se sirven en los menús escolares de la prefectura de Nagasaki.

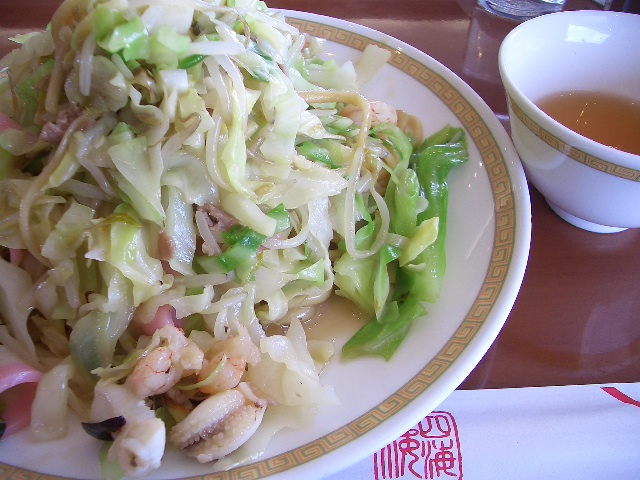
Servido con fideos gruesos en Nagasaki.
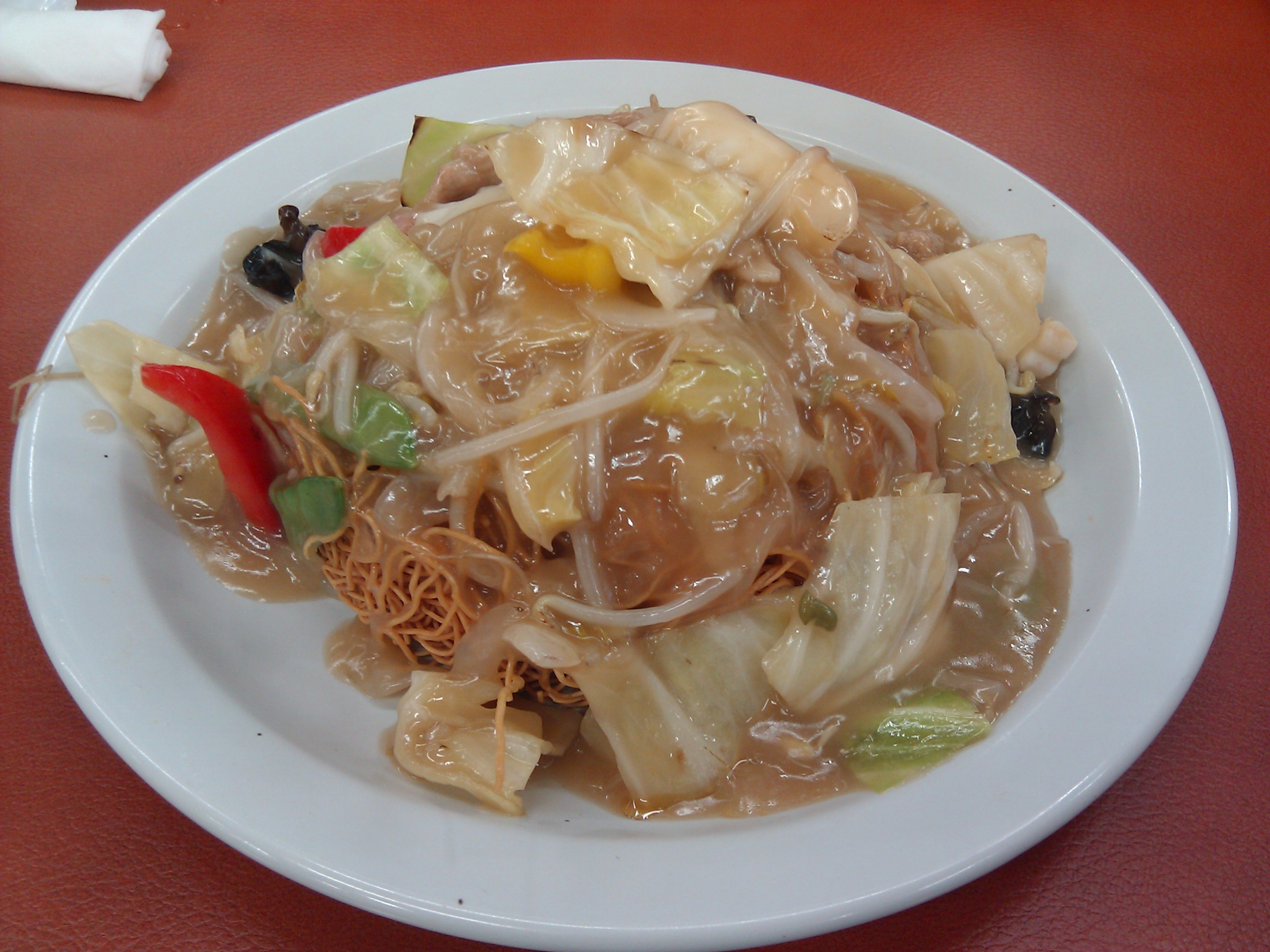
Gyoza no Ohsho
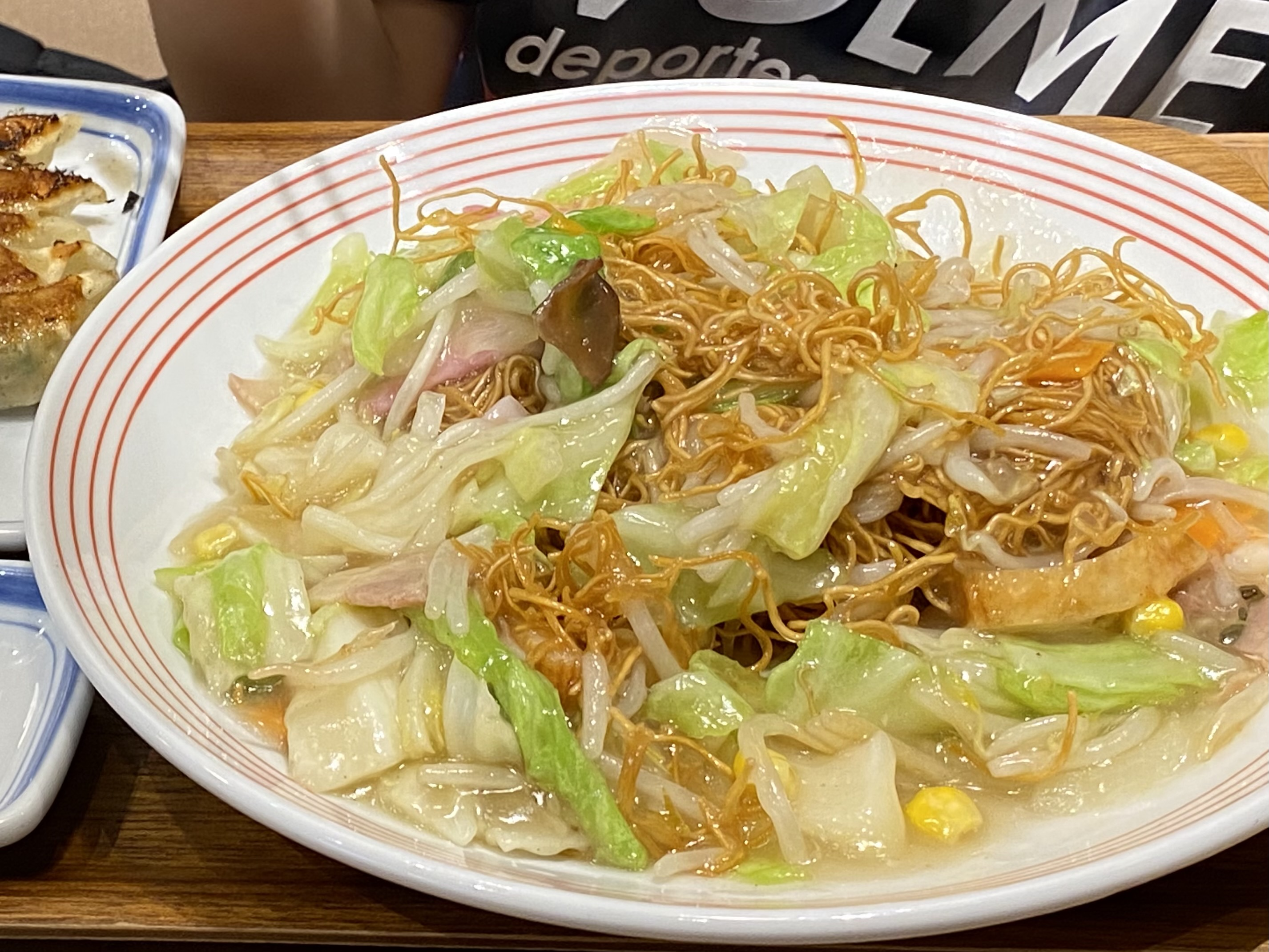
Ringer Hut
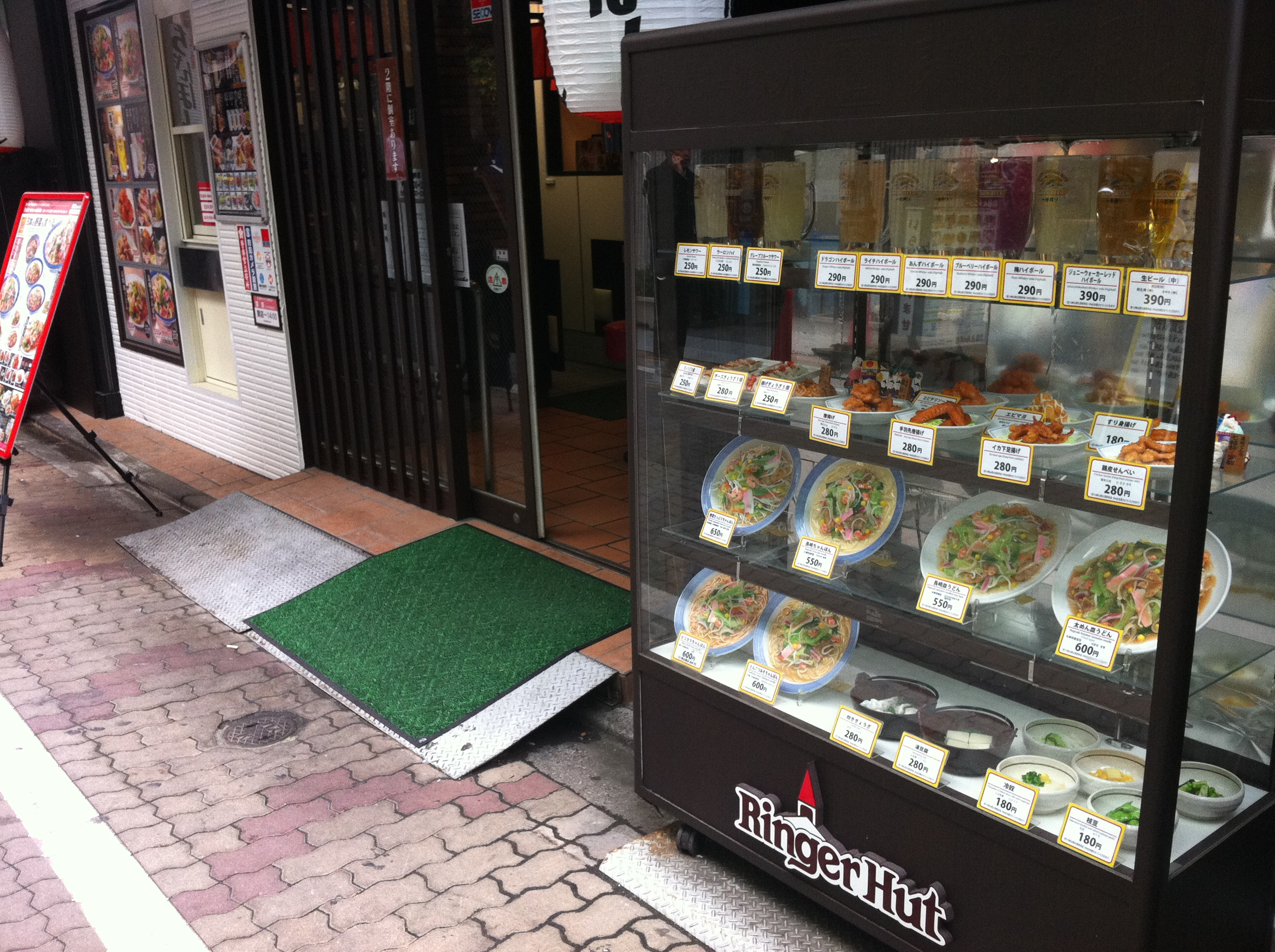